# 聖保祿主教座堂 (匹茲堡)

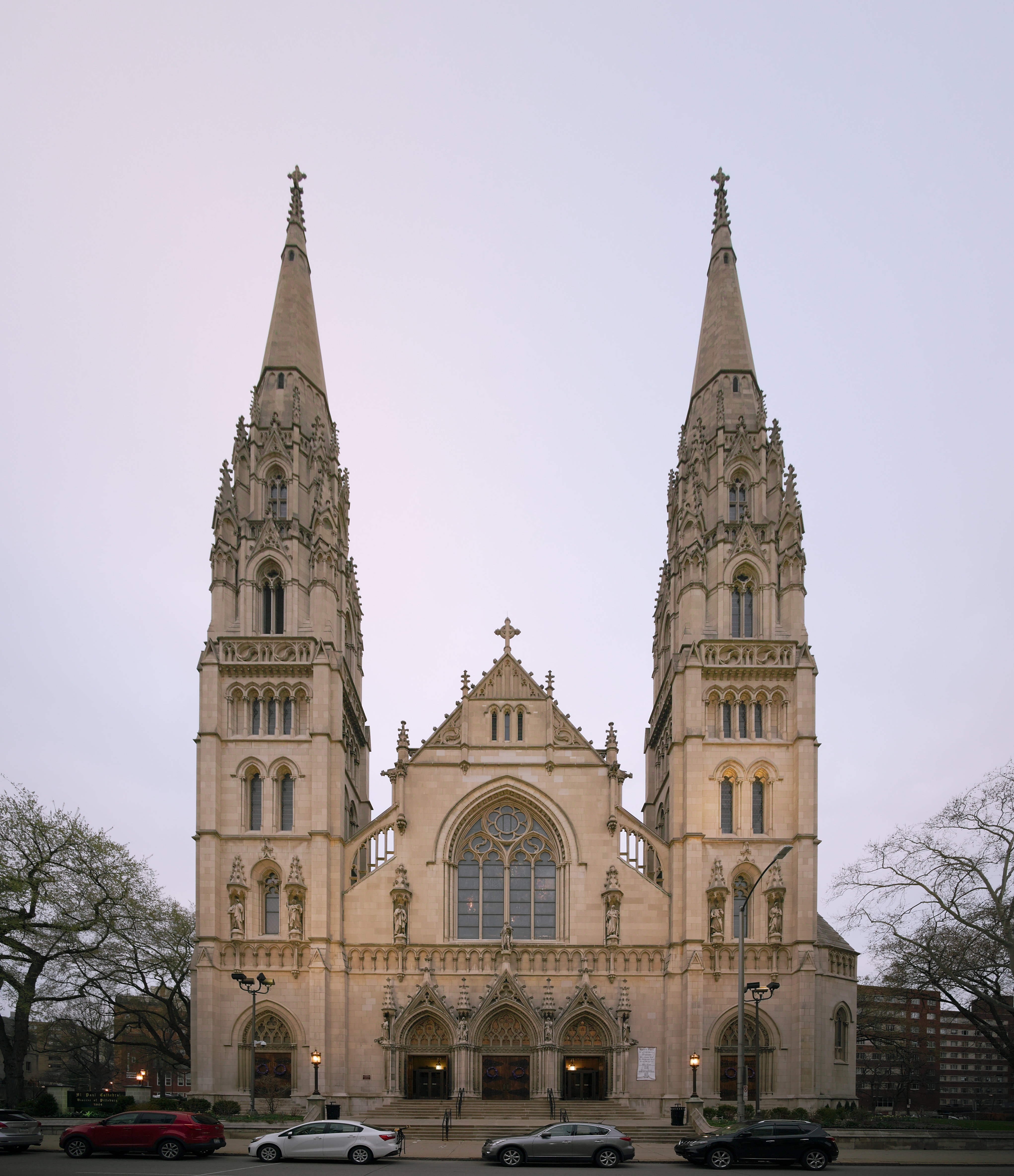
聖保祿主教座堂

聖保祿主教座堂（英語：Saint Paul Cathedral）是美國的一座天主教的主教座堂，位於賓夕法尼亞州匹茲堡，也是天主教匹茲堡教區的主教座堂。聖保祿座堂創建於1834年。1983年，聖保祿主教座堂被列入國家史蹟名錄